# Boubakar Diallo (réalisateur)
Pour les articles homonymes, voir Boubacar Diallo.
Boubacar Diallo est un cinéaste, journaliste et romancier burkinabé.

## Biographie
Boubakar Diallo né en 1963 au Burkina Faso est un fils de vétérinaire. Après avoir obtenu son baccalauréat, il décide de mettre fin à ses études pour se lancer dans le journalisme, à la suite d'une brève expérience dans la vente d'articles de sport. Dans les années 1990, inspiré par les mouvements démocratiques en Afrique, il a créé le Journal du Jeudi, un hebdomadaire satirique similaire au Canard enchaîné au Burkina Faso. Très actif et passionné d'écriture, à l'image de son modèle Georges Simenon, il réussit à écrire deux romans policiers, un recueil de contes et plusieurs scénarios entre deux bouclages de son journal.
En 2005, il entreprit une nouvelle carrière de cinéaste en réalisant trois films : Traque à Ouaga, la comédie romantique Sofia et la coproduction danoise Dossier brûlant, un drame.
Avec l'appui financier de la Francophonie et du ministère français des Affaires étrangères, il produit la série télévisée Série noire à Koulbi, une série policière en 30 épisodes de 15 minutes, en 2006.

## Œuvre littéraire
- Le totem: recueil de contes du Burkina-Faso, L'Harmattan, coll. « Collection "La Légende des mondes" », 1993 (ISBN 978-2-7384-1607-0)
- Le mendiant
- La nuit des chiens: roman, L'Harmattan, coll. « Collection Encres noires », 1999 (ISBN 978-2-7384-7512-1),
- Un homme du pays
- L'oracle de Faringhia: roman, l'Harmattan, coll. « Jeunesse l'Harmattan », 2003 (ISBN 978-2-7475-4980-6)

## Filmographie

### En qualité de scénariste
- 2010 : Ouaga paradiso[5]
- 2010 : Les dessous du cinéma burkinabè[6]

### En qualité de réalisateur
- 2003 : Un privé à Ouaga[7],[8]
- 2003 : Une longue traversée[9]
- 2003 : Sur les traces des tapeurs de sable
- 2004 : Traque à Ouaga
- 2004 : Sofia
- 2005 : Parenthèse à plaisanterie
- 2005 : Dossier brûlant
- 2006 : L'or des Younga
- 2006 : La Belle, La Brute et le Berger
- 2007 : Mogo-Puissant
- 2007 : Code Phénix
- 2008 : Sam le caïd
- 2008 : Cœur de lion
- 2010 : Clara
- 2011 : Julie et Roméo
- 2012 : Le foulard noir
- 2013 : Congé de mariage
- 2014 : La villa rouge
- 2015 : La Fugitive
- 2019 : Le Bonnet de Modibo[10]
- 2021 : Les Trois Lascars
- 2023 : Épines du Sahel

### Série télévisée
- 2006 : Série noire à Koulbi[1]
- 2010 : Omar et Charly
- 2013 : La sacoche
- 2016 : Fabiola

## Distinctions
2021 : Prix spécial CEDEAO,